# Ocotea silvestris
Ocotea silvestris är en lagerväxtart som beskrevs av Vattimo. Ocotea silvestris ingår i släktet Ocotea och familjen lagerväxter. Inga underarter finns listade i Catalogue of Life.